# Championnat d'Angola de football 2022-2023
Navigation
2021-2022 2023-2024
La saison 2022-2023 du Championnat d'Angola de football est la quarante-cinquième édition de la première division de football en Angola. Les seize meilleures équipes du pays sont regroupées au sein d'une poule unique où elles s'affrontent deux fois, à domicile et à l'extérieur. En fin de saison, les trois derniers du classement sont relégués et remplacés par les trois meilleures équipes du Gira Angola, la deuxième division angolaise.
Le Petro Luanda est le champion en titre.

## Clubs participants
Le Recreativo Caála se retire de la compétition pour raisons financières, le Sporting de Benguela, 16e la saison passée, est repêché.
- Primeiro de Agosto
- Wiliete Sport Clube
- Inter Luanda
- Petro Luanda
- ASK Dragão - promu de D2
- Desportivo Huíla
- Académica Lobito
- Bravos de Maquis
- GD Escolinha Isaac - promu de D2
- Sagrada Esperança
- Recreativo Libolo
- Sporting Cabinda
- Cuando Cubango FC
- Clube Desportivo da Lunda Sul
- Santa Rita de Cássia FC - promu de D2
- Sporting de Benguela

## Compétition
Le barème de points servant à établir les classements se décompose ainsi :
- Victoire : 3 points
- Match nul : 1 point
- Défaite : 0 point

| Rang | Équipe                    | Pts | J  | G  | N  | P  | Bp | Bc | Diff |
| ---- | ------------------------- | --- | -- | -- | -- | -- | -- | -- | ---- |
| 1    | Petro Luanda T,C          | 69  | 28 | 22 | 3  | 3  | 61 | 16 | +45  |
| 2    | Primeiro de Agosto        | 61  | 28 | 19 | 4  | 5  | 40 | 17 | +23  |
| 3    | Sagrada Esperança         | 55  | 28 | 17 | 4  | 7  | 47 | 23 | +24  |
| 4    | Wiliete Sport Clube       | 53  | 28 | 15 | 8  | 5  | 36 | 19 | +17  |
| 5    | Interclube                | 50  | 28 | 14 | 8  | 6  | 39 | 21 | +18  |
| 6    | Bravos de Maquis          | 39  | 28 | 10 | 9  | 9  | 35 | 25 | +10  |
| 7    | Santa Rita de Cássia FC P | 36  | 28 | 9  | 9  | 10 | 20 | 28 | -8   |
| 8    | Academica Lobito          | 35  | 28 | 9  | 8  | 11 | 29 | 35 | -6   |
| 9    | Recreativo Libolo         | 34  | 28 | 8  | 10 | 10 | 29 | 34 | -5   |
| 10   | Desportivo Huíla          | 33  | 28 | 8  | 9  | 11 | 29 | 28 | +1   |
| 11   | CD Lunda Sul              | 31  | 28 | 8  | 7  | 13 | 27 | 32 | -5   |
| 12   | Sporting Cabinda          | 26  | 28 | 7  | 5  | 16 | 17 | 44 | -27  |
| 13   | GD Escolinha Isaac P      | 22  | 28 | 5  | 7  | 16 | 18 | 36 | -18  |
| 14   | Sporting de Benguela      | 20  | 28 | 5  | 5  | 18 | 18 | 52 | -34  |
| 15   | ASK Dragão P              | 13  | 28 | 1  | 10 | 17 | 13 | 48 | -35  |
| 16   | Cuando Cubango FC         | 0   | 0  | 0  | 0  | 0  | 0  | 0  | 0    |

|  | Qualification pour la Ligue des champions de la CAF 2023-2024                |
|  | Qualification pour la Coupe de la confédération 2023-2024                    |
|  | Relégation en deuxième division                                              |
|  | T : Tenant du titre C : Vainqueur de la Taça Angola P : Promu de Gira Angola |

- En janvier 2023, Cuando Cubango se retire du championnat pour raisons financières, tous ses résultats sont annulés[2].